# Pays de Waes
Pour les articles homonymes, voir Pays de Waes (homonymie).

Le pays de Waes (en néerlandais Waasland) est une région naturelle de Belgique située entre Anvers et  Gand. Sa capitale est Saint-Nicolas-Waes et ses habitants sont appelés les Waeslandiens. Durant l'ancien régime, le Pays fut une région administrative avec pour capitale Saint-Nicolas.

## Histoire

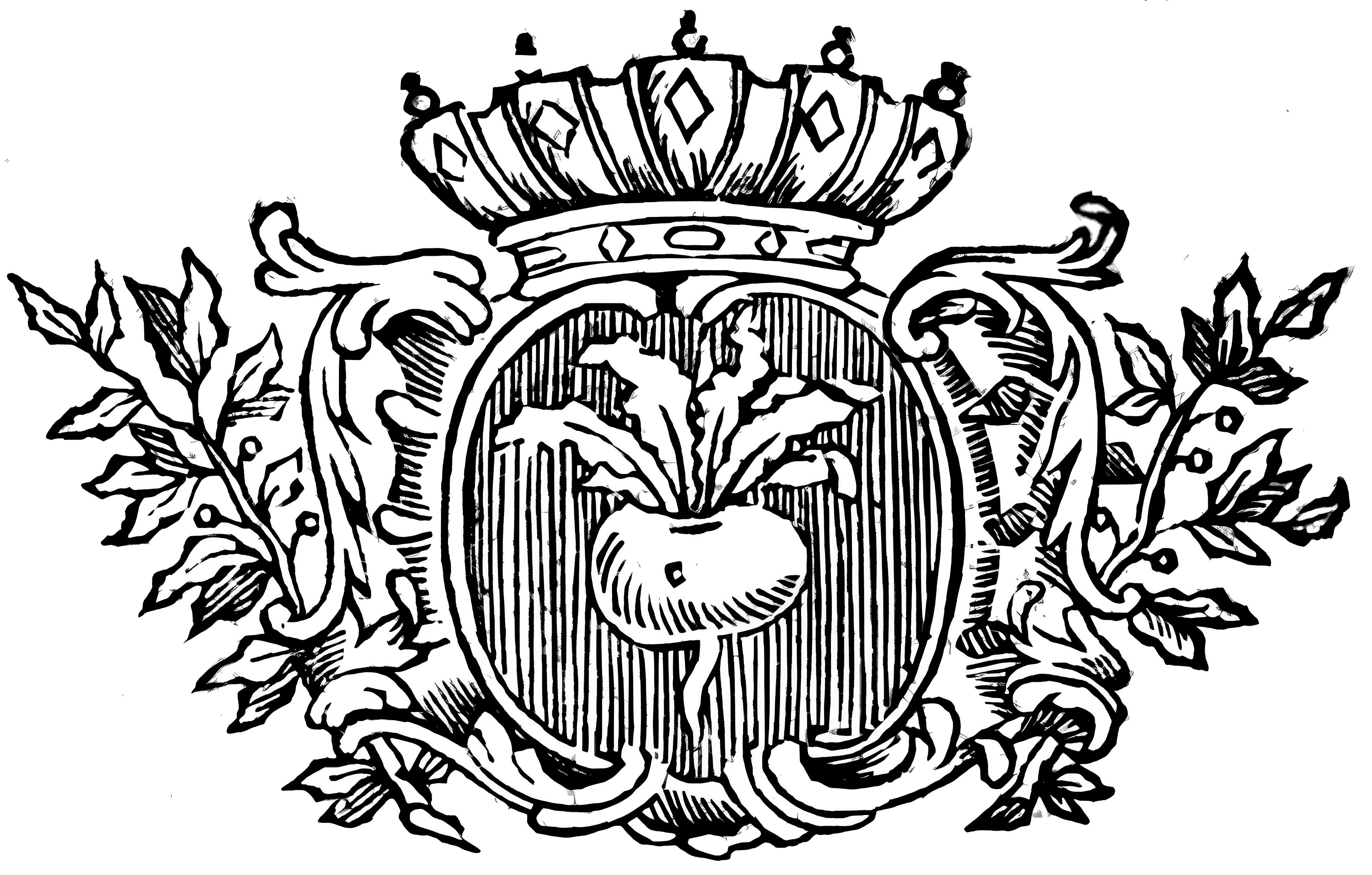
Armoiries du Pays de Waes.

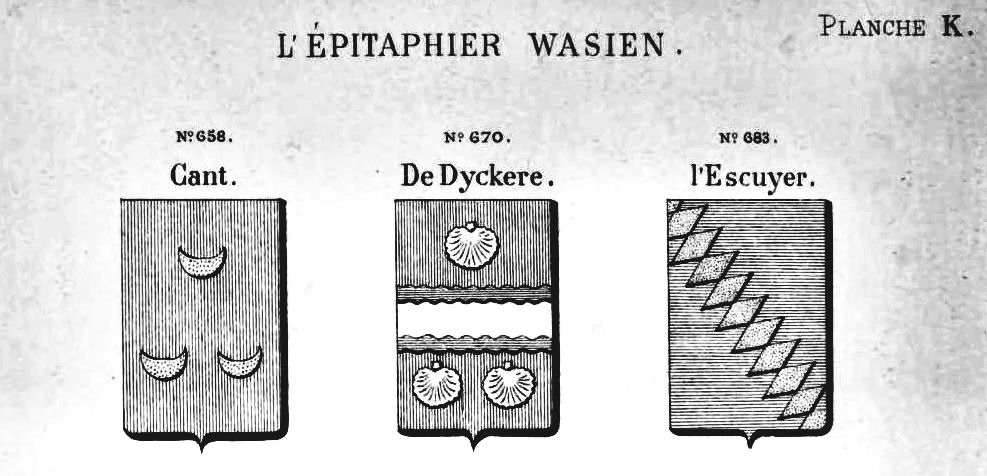
Armorial des Familles nobles Wasiens.

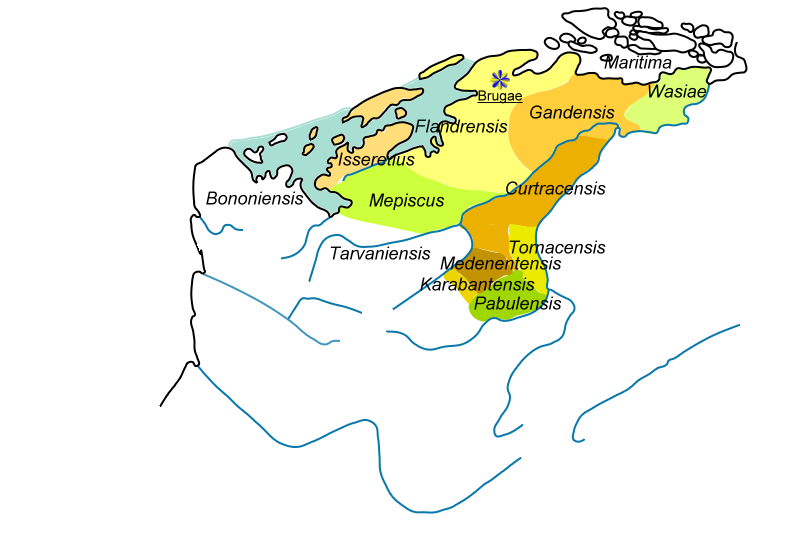
Pagi réunis pour former le marquisat de Flandre.

À l'origine, le pays de Waes est un pagus de la civitas des Ménapiens (pagus Wasiæ). Son territoire était identique à celui du doyenné du même nom : entre l'Escaut et les Quatre-Métiers, limité à l'ouest par la Durme, depuis le Moervaart jusqu'à Lokeren, Zele, Berlare, Uitbergen.
Le traité de Verdun (843) plaça le pays dans le royaume occidental. Il continua à relever de la couronne de France au moins jusqu'au XIe siècle. Dès la formation du marquisat de Flandre (866), le pagus de Waes y fut intégré. Au XIe siècle le pays de Waes était compris dans le comté de Gand, qui relevait du Saint-Empire. Léon Vanderkindere fait l'hypothèse que le comte de Flandre a dû conférer le fief de Waes au comte Thierry II de Frise occidentale, vassal de l'empereur, mais que le pays de Waes continua à faire partie du royaume occidental. Selon lui, le comte de Flandre Robert le Frison céda en 1076 les îles méridionales de la Zélande comme arrière-fief aux comtes de Hollande afin de récupérer en échange le pays de Waes. Ce serait à ce moment que le pays de Waes serait passé sous la suzeraineté de l'Allemagne, ceci afin que l'empereur accepte cet échange de territoires. Philippe Ier de France était alors l'allié de Robert le Frison et il aurait accepté cette diminution du royaume de France.
Le pays de Waes fut alors remis aux seigneurs d'Alost. Robert II retira Waes à la veuve de Baudouin d'Alost. Ce ne fut qu'en 1120 que Charles le Bon le restitua à son fils. Au cours du conflit qui opposa Philippe d'Alsace et Florent III de Hollande à propos des îles de Zélande, il est probable que les Hollandais s'emparèrent temporairement du pays de Waes. Le seigneur de Beveren leur aurait prêté main-forte, ce qui pourrait expliquer la destruction de son château par Philippe.
Josse van Cauteren, sergent-major des douze paroisses de l'Oostquartier du pays de Waes a prouvé plusieurs fois son zèle au service du roi, notamment en 1602. Il accourut avec sa troupe de volontaires, avant toutes les troupes ayant reçu l'ordre donné en ce sens par le gouverneur de la ville d'Hulst, pour empêcher une mutinerie fomentée par les Allemands et la cavalerie. Il a épousé Sara Coninck. Leur fils Antoine van Cauteren, licencié-es-lois, a bénéficié le 6 juillet 1650 de lettres d'anoblissement données à Madrid, enregistrées moyennant finances.

### Grand-bailliage et haut-échevinage
Le grand-bailliage était donné à un noble, qui était obligé de s'établir dans le Pays de Waes avec le reste de la magistrature wasiènne. Beaucoup de familles schabinales et du bailliage était alliées par actes de mariage. Plusieurs membres étaient actifs dans les paroisses comme chef de confrérie ou chambre de rhétorique : ils participaient à la vie culturelle wasienne.
- Antoine de Gruutere
- Alexandre de Bournonville
- Bauduin de Nève
- Wauthier vander Gracht
- Jacques Ferdinand vander Sare
- Mathieu-Joseph de Moerman
- Lievin van Pottelsberghe Haut Echevin du Pays de Waes.
- Jean-Baptiste-Joseph Papeians de Morchoven dit van der Strepen, seigneur d'Eertbrugghe et de Barlestein, haut-échevin du Pays de Waes[11].

## Les communes du pays de Waes

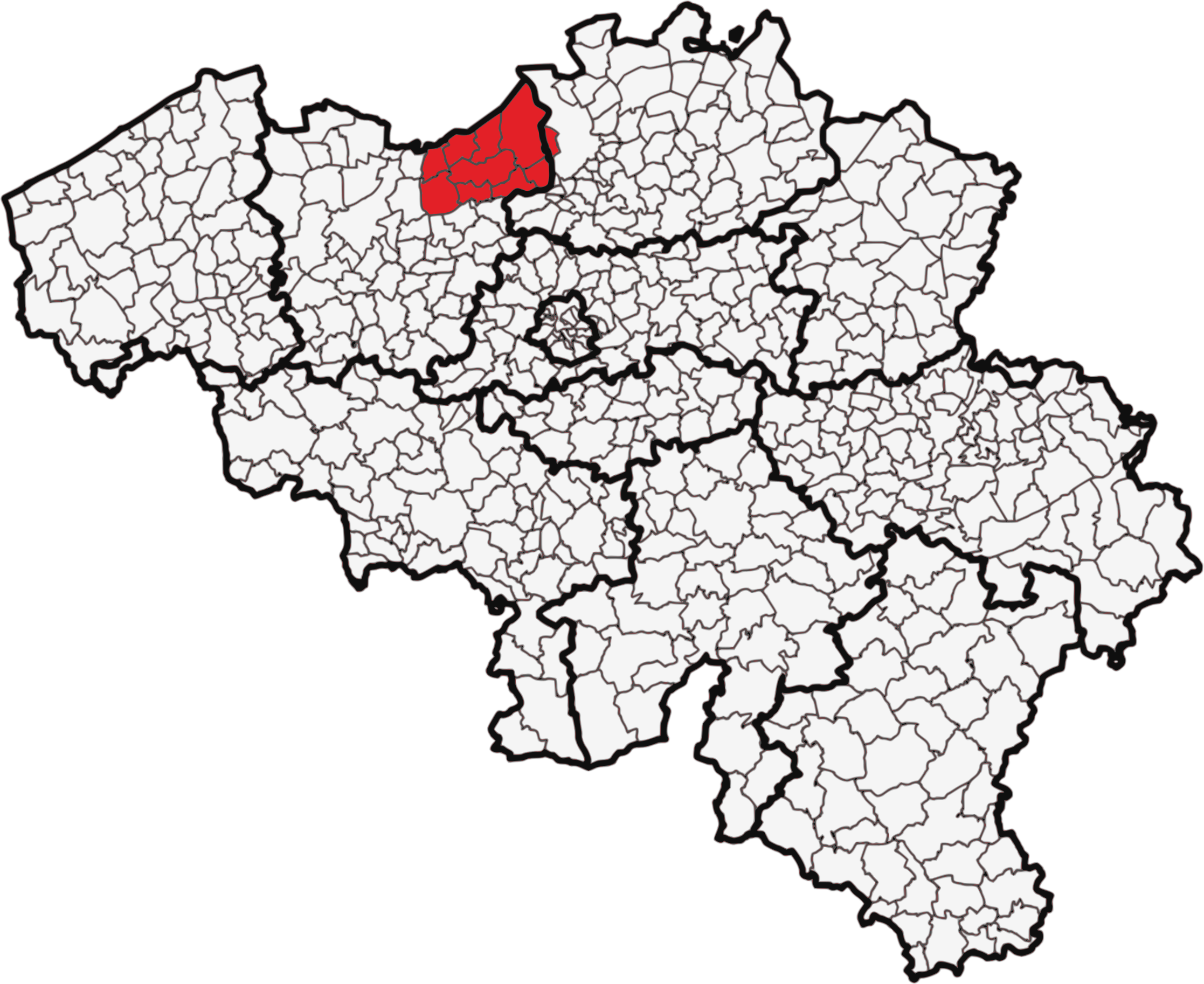
Communes du Pays de Waes.

En province de Flandre-Orientale :
- Beveren
- Kruibeke
- Lokeren
- Moerbeke
- Saint-Gilles-Waes
- Saint-Nicolas
- Stekene
- Tamise
- Waesmunster

En province d'Anvers:
- Zwijndrecht
- Linkeroever (section d'Anvers)

## Personnalités liées au pays de Waes
- Martine Van de Walle née en 1968 est une peintre originaire du pays de Waes.
- Le qualificatif de Waeslandien est régulièrement attaché au club de football professionnel KSK Beveren.